# Saint-Médard (Pyrénées-Atlantiques)
Saint-Médard ist eine französische Gemeinde mit 198 Einwohnern (Stand 1. Januar 2022) im Département Pyrénées-Atlantiques in der Region Nouvelle-Aquitaine (vor 2016: Aquitanien). Die Gemeinde gehört zum Arrondissement Pau und zum Kanton Artix et Pays de Soubestre (bis 2015: Kanton Arthez-de-Béarn).
Der Name in der gascognischen Sprache lautet Sent Medart. Er stammt vom heiligen Medardus von Noyon, einem Bischof im 5. Jahrhundert.

## Geographie
Saint-Médard liegt ca. 40 km nordwestlich von Pau in der historischen Provinz Béarn an der nördlichen Grenze zum benachbarten Département Landes.
Umgeben wird der Ort von den Nachbargemeinden:
| Labeyrie   | Castelner (Landes) Peyre (Landes)           | Monget (Landes) |
|            | Kompassrose, die auf Nachbargemeinden zeigt |                 |
| Hagetaubin |                                             | Casteide-Candau |

Saint-Médard liegt im Einzugsgebiet des Flusses Adour. Ein Nebenfluss des Luy, der Luy de Béarn, und dessen Zufluss, der Juren, strömen durch das Gebiet der Gemeinde.

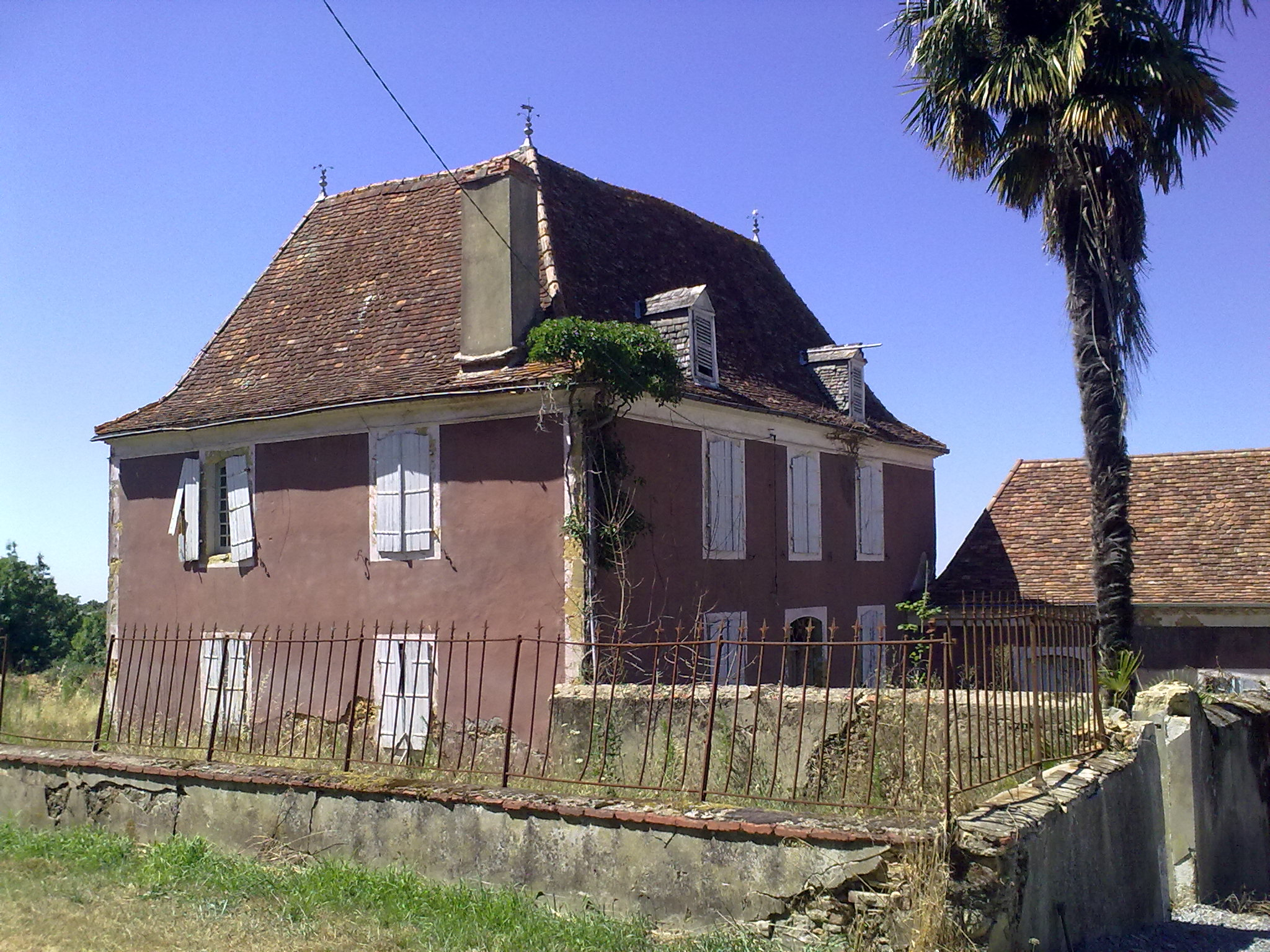
Haus in Saint-Médard

## Geschichte
Vermutlich aufgrund der Nähe zum Fluss Luy de Béarn und zum schützenden Wald verlief durch Saint-Médard eine Römerstraße, und es gab zudem ein befestigtes Lager auf einem Höhenzug über dem Flusstal. An der gleichen Stelle wurde im Mittelalter eine Burg errichtet, von der außer dem Namen des Viertels Castet-Abidon keine Spuren bis in die heutige Zeit überdauerten. Zu Zeiten des Ancien Régimes gehörte Saint-Médard zum Unterbezirk von Saint-Sever im heutigen Département Landes, bevor die Gemeinde mit der Neuordnung der Territorien zu Beginn der Französischen Revolution mit der Gründung des Départements Basses-Pyrénées dem Béarn zugeordnet wurde. Die Grundherrschaft besaß im 17. Jahrhundert der Graf von Abidon.
Toponyme und Erwähnungen von Saint-Médard waren:
- Saint-Medart (1537, Notare aus Garos),
- Saint Medard (1750, Karte von Cassini),
- Semedard (1793, Notice Communale) und
- Saint-Médard (1863, Dictionnaire topographique du département des Basses-Pyrénées).[4][5][6]

### Einwohnerentwicklung

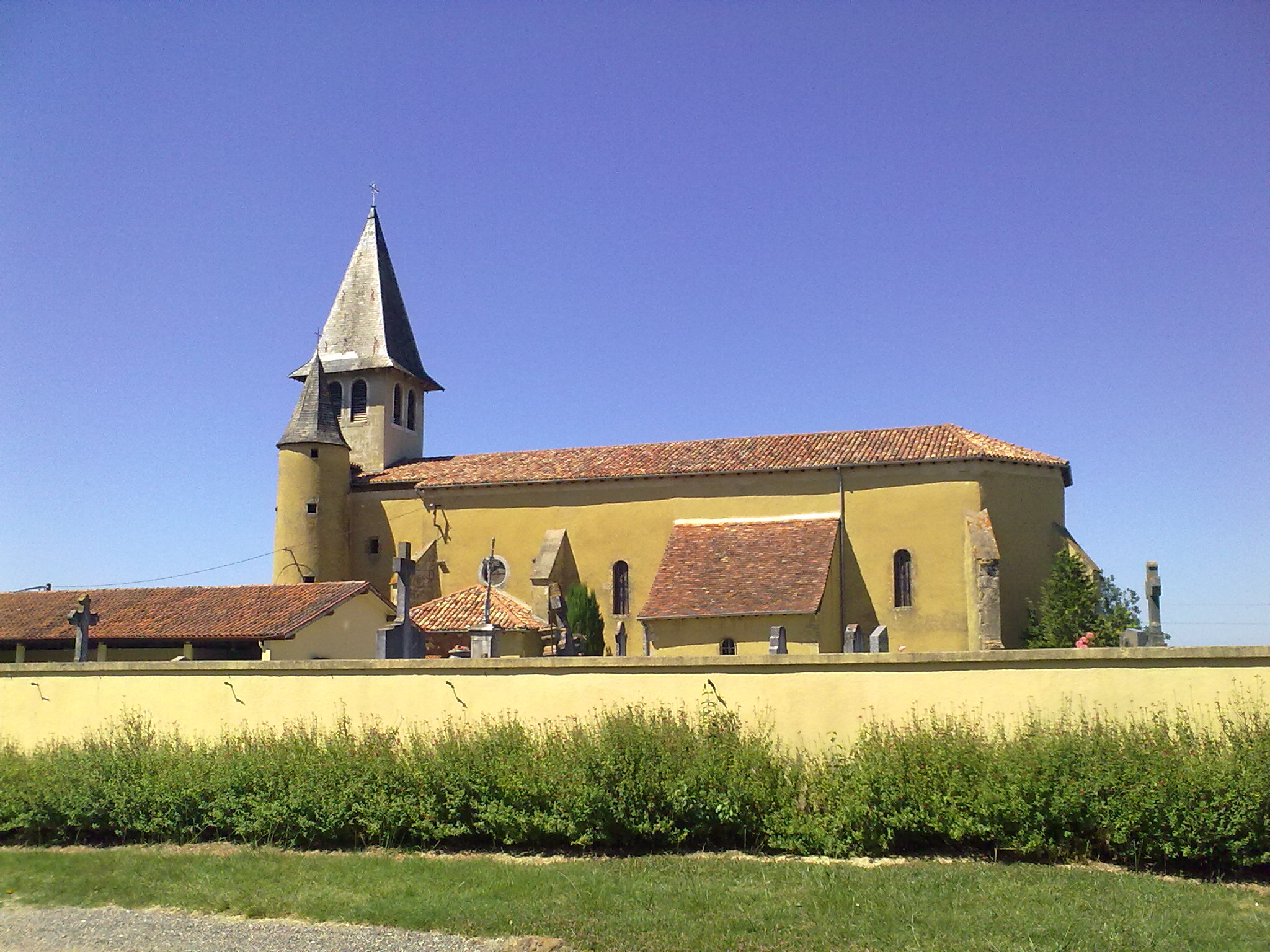
Pfarrkirche

Nach dem Beginn der Aufzeichnungen am Ende des 18. Jahrhunderts wuchs die Gemeinde bis zur Mitte des 19. Jahrhunderts auf rund 715 Einwohnern an. In der Folge reduzierte sich die Einwohnerzahl bei kurzen Erholungsphasen bis zu den 1990er Jahren auf ein Niveau von rund 200, das bis heute gehalten wird.
| Jahr      | 1962 | 1968 | 1975 | 1982 | 1990 | 1999 | 2006 | 2009 | 2022 |
| --------- | ---- | ---- | ---- | ---- | ---- | ---- | ---- | ---- | ---- |
| Einwohner | 262  | 240  | 235  | 215  | 196  | 206  | 185  | 209  | 198  |

## Sehenswürdigkeiten
- Pfarrkirche in Saint-Médard. Sie datiert aus dem 14. Jahrhundert und ist eine der wenigen Gotteshäuser der Region im gotischen Stil. Sie birgt interessante verzierte Kapitelle, ein Kreuzrippengewölbe und ein sehr altes Taufbecken. Der Plattenbelag im Kircheninneren befindet sich in einem guten Zustand.[8]

## Wirtschaft und Infrastruktur
Die Landwirtschaft ist traditionell der wichtigste Wirtschaftsfaktor der Gemeinde.

### Verkehr
Saint-Médard wird durchquert von den Routes départementales 31 und 264.